# كنعان هوت
كنعان هوت (بالإنجليزية: Kenan Hot)‏ هو لاعب كرة قدم أمريكي، ولد في 16 مارس 2004 في لينكروفت في الولايات المتحدة.

## وصلات خارجية
- كنعان هوت على موقع قاعدة بيانات كرة القدم.إي يو (الإنجليزية)
- كنعان هوت على موقع Soccerway.com (الإنجليزية)